# Bejeweled
Bejeweled, auch bekannt als Diamond Mine, ist eine Serie von Computerspielen im Puzzle-Genre. Das erste Spiel wurde ursprünglich als Webbrowser-basiertes Flashgame von PopCap Games entwickelt. Bis Februar 2010 wurden 50 Millionen Spiele aus der Reihe verkauft und 150 Millionen Downloads ausgeführt. Die Entwicklung von Bejeweled wurde durch das russische Computerspiel Shariki aus dem Jahr 1988 beeinflusst und brachte selber zahlreiche Klone und Spiele mit ähnlichem Spielprinzip hervor. Das erfolgreichste Beispiel ist das Handyspiel Candy Crush Saga. Bejeweled gilt als einer der Wegbereiter der modernen Casual Games.

## Spielprinzip
Das rechteckige Spielfeld ist gefüllt mit Edelsteinen in sieben verschiedenen Farben. Die einzige gültige Bewegung ist, angrenzende Edelsteine auszutauschen, um drei oder mehr Edelsteine in eine Reihe auszurichten. Eine Reihe sind drei gleiche Steine in einer Reihe (horizontal oder vertikal), die dann entfernt werden; der Spieler erhält die Punkte und die Edelsteine darüber rutschen nach unten nach. Entsteht durch den Austausch keine Reihe, wird der Tausch wieder rückgängig gemacht. Je mehr gleichfarbige Edelsteine in einer direkten Reihe stehen, desto größer ist die Punktzahl.
Edelsteine darüber fallen herunter und füllen die entstandenen Leerräume nach dem Zufallsprinzip. Setzt man mehrere Reihen Steine nacheinander zusammen, wird dieses eine „Kaskade“ genannt. Das Spiel endet, wenn es keine gültigen Bewegungen mehr gibt.

## Spiele

### Bejeweled
Das Spiel erfreut sich großer Popularität. Laut PC Action wurde es über 25.000.000 mal verkauft. Popcap schloss Teilhaberschaften mit Internet-Spieleseiten wie Microsoft Zone ab, um Bejeweled weiter zu vermarkten. Das Spiel wurde auch für diverse andere Plattformen portiert. Astraware produzierte Bejeweled für PDAs auf den Palm-OS-, PocketPC- und Smartphone-Plattformen. Bejeweled 2 gibt es auch über Xbox Live Arcade für die Xbox 360. Eine (inoffizielle) kostenlose Version ist als Add-on für das MMOG World of Warcraft verfügbar.

### Bejeweled 2
Bejeweled 2 ist der offizielle Nachfolger von Bejeweled und wurde 2004 veröffentlicht. Neben einem "Endlosmodus" kamen der Puzzle Mode und der Action Mode (Spielen auf Zeit) neu hinzu. In der Deluxe-Version von Bejeweled 2 ist eine 60-minütige Testversion enthalten, welche zur Vollversion freigeschaltet werden kann. Bejeweled 2 Deluxe ist aber auch als Vollversion in Form einer CD erhältlich.
Nach 2200 Stunden Spielzeit innerhalb von drei Jahren erreichte der Amerikaner Mike Leyde einen Punktestand von 2.147.483.647 und überschritt somit die Grenze von 2^31-1, welche als maximaler Score programmiert war. Der angezeigte Punktestand veränderte sich in negative Werte und löschte den Bildschirminhalt, womit bewiesen war, dass der "Endlosmodus" doch eine Grenze besaß.
Des Weiteren wurde Bejeweled Blitz als neuer Spielemodus sowie als Facebook-App veröffentlicht. Hier ist das Ziel, innerhalb einer Minute so viele Punkte wie möglich zu erreichen. Zusätzlich zu explodierenden Steinen und solchen, die alle Steine einer Farbe beseitigen, gibt es weitere Extras wie Münzen, mit denen man sich besondere Boni erkaufen kann, ein Erfolgssystem auf Basis von Sternen und Steine, welche komplette Zeilen und Spalten auf dem Spielfeld leeren. Man kann zusätzlich seine Punktzahlen online mit denen seiner Freunde vergleichen.

Bejeweled Blitz soll im ersten Quartal 2011 auch noch für Xbox Live Arcade erscheinen.

### Bejeweled Twist
Nach Bejeweled 2 brachte PopCap 2008 Bejeweled Twist heraus. Der Unterschied zum Original liegt darin, das nicht zwei nebeneinander liegende Steine vertauscht werden, sondern vielmehr vier, in Form eines Quadrats liegende Steine, im Uhrzeigersinn vertauscht werden. Diese Verdrehung ermöglicht weit beeindruckendere Kombinationen. Im Gegensatz zu Bejeweled gibt es nicht die Möglichkeit, das Spiel zu verlieren, indem man keinen Zug mehr machen kann. Es sind im Gegenteil unbegrenzt Züge erlaubt, die keine Kombinationen erzeugen. Dafür wurden mehrere neue Elemente eingeführt:
- Für jeden Zug, der mindestens eine Dreier-Kombination zur Folge hat, steigt man einen Schritt im Bonus-System auf.
- Für jeden Zug, der keine Kombination zur Folge hat, fällt man eine Bonus-Stufe zurück.
- Wenn man die zehnte Bonus-Stufe komplettiert hat, bekommt man für jedes zweite Komplettieren einen Spezialstein.

Im Hauptspiel wurden zusätzlich Minensteine und der Doom-Stein eingeführt, die, sofern sie nicht rechtzeitig beseitigt worden sind, zur Explosion kommen und damit das Spiel beenden. Außerdem gibt es den Sperrstein, der sich nicht drehen lässt.

### Bejeweled 3
Im Dezember 2010 erschien mit Bejeweled 3 ein weiterer Nachfolger für diverse Plattformen. Die PC-Version erhielt von Kritikern überwiegend positive Bewertungen und erreichte einen Metascore von 82 aus 100 erreichbaren Punkten auf Grundlage von 26 Bewertungen.

### Bejeweled Blitz Live
Am 23. Februar 2011 brachte Torpex Games über den Publisher Popcap eine neue Version des Klassikers heraus. In Bejeweled Blitz Live geht es darum, das ursprüngliche Spielprinzip innerhalb von nur 60 Sekunden zu schaffen. Der Kern des Spiels ist der Kampf online mit bis zu 16 Spielern im sogenannten Partymodus. Zudem gibt es eine neue Zugmöglichkeit, die dem Spieler eine andere taktische Tiefe bringt. Im „Twist“-Modus tauscht man die Steine nicht aus, sondern dreht sie im oder gegen den Uhrzeigersinn.